# کرید (فیلم)
کرید (انگلیسی: Creed) یک فیلم درام ورزشی آمریکایی محصول سال ۲۰۱۵ به کارگردانی رایان کوگلر که داستانی از کوگلر و فیلمنامه‌ای نوشته شده توسط کوگلر، آرون کاوینگتون و سیلوستر استالونه است که تمام صحنه‌ها و دیالوگ‌ها را با شخصیت خود در فیلم نوشته‌است. مایکل بی. جردن در نقش آدونیس کرید بازی می‌کند، که به عنوان قسمت هفتم این مجموعه و دنباله‌ای بر راکی بالبوآ در سال ۲۰۰۶ عمل می‌کند. در این قسمت از فیلم پسر آپولو کرید، از راکی بالبوآ (با بازی سیلوستر استالونه) می‌خواهد که او را آموزش دهد.

## دنباله
- کرید ۲ (۲۰۱۸)
- کرید ۳ (۲۰۲۲)

## خلاصه داستان
راکی بالبوآ، قهرمان سابق بوکس سنگین‌وزن جهان، مربی‌گری یکی از فرزندان آپولو کرید رقیب و دوست قدیمی‌اش، آدونیس کرید را برعهده می‌گیرد…

## ساخت
سال ۲۰۰۶، سیلوستر استالونه اعلام کرده بود که راکی بالبوآ آخرین فیلم این مجموعه خواهد بود. اما ۹ سال بعد راکی جدید روی فرش قرمز در لس آنجلس گفت: «این فیلم حالت زندگینامه‌ای و شخصی دارد، صرفاً یک فیلم سینمایی نیست و بر اساس یک داستان واقعی است که در دو. مرحله به اکران درآمده که جنبه تجارتی آن مهم نبود. اما طی ساختن فیلم که دو سال و نیم طول کشید بارها به ادامه کار شک کردم؛ ولی کارگردان ادامه داد و حق با او بود.» کرید به گونه ای نوستالژی راکی ۱ و راکی ۲ را در ذهن‌ها تداعی می‌کند. به گونه ای که مبارزه پایانی دقیقاً شبیه مبارزه معروف راکی و آپولو است.

## فیلمبرداری
فیلمبرداری اصلی فیلم در ۱۹ ژانویه ۲۰۱۵ در لیورپول انگلستان آغاز شد. ادامه فیلمبرداری نیز در فیلادلفیا صورت گرفت.

## اکران
کرید در ۲۵ و ۲۷ نوامبر سال ۲۰۱۵ در آمریکا و کانادا اکران شد.

## جوایز
- نامزد جایزه اسکار بهترین بازیگر نقش مکمل مرد سیلوستر استالونه
- برنده و عضو لیست ده فیلم برتر هیئت ملی بازبینی فیلم
- برنده جایزه بهترین بازیگر نقش مکمل مرد گلدن گلوب سیلوستر استالونه
- برنده جایزه نسل جدید انجمن منتقدان فیلم لس آنجلس رایان کوگلر
- نامزد جایزه ستلایت بهترین بازیگر نقش مکمل مرد سیلوستر استالونه
- برنده جایزه بهترین بازیگر نقش اول مرد جوایز ایمیج مایکل بی.جردن
- نامزد جایزه بهترین بازیگر نقش اول مرد انجمن منتقدان فیلم آنلاین سیلوستر استالونه
- نامزد جایزه بهترین بازیگر نقش مکمل مرد انجمن منتقدان فیلم آنلاین مایکل بی.جردن
- برنده جایزه بهترین بازیگر نقش مکمل مرد انجمن منتقدان پخش‌کننده فیلم سیلوستر استالونه